# Unschlittplatz
Unschlittplatz – historyczny plac na terenie starego miasta Norymbergi, konkretnie w jego południowej dzielnicy St. Lorenz. Swoją nazwę zawdzięcza Domowi Łoju, który stoi przy wschodniej pierzei miasta. Na placu znajduje się fontanna Dudelsackpfeiferbrunnen. To tutaj 26 maja 1828 roku przed budynkiem nr 8 zamieszkał Kaspar Hauser.